# 手賀 (柏市)
手賀（てが）は、千葉県柏市の地名。郵便番号270-1465。

## 地理
柏市東南部に位置する。北は手賀新田、東は布瀬、南は白井市今井、西は柳戸、片山に隣接する。

## 世帯数と人口
2017年（平成29年）10月31日現在の世帯数と人口は以下の通りである。
| 大字 | 世帯数  | 人口  |
| ---- | ------- | ----- |
| 手賀 | 269世帯 | 612人 |

## 小・中学校の学区
市立小・中学校に通う場合、学区は以下の通りとなる。
| 番地        | 小学校             | 中学校           |
| ----------- | ------------------ | ---------------- |
| 1～1734番地 | 柏市立手賀東小学校 | 柏市立手賀中学校 |

## 交通

### 鉄道
地内に鉄道は通っていない。

### 道路
- 千葉県道282号柏印西線

## 施設
- 柏市立手賀東小学校